# Marin Mišura
Marin Mišura (19 de febrero de 1982) es un deportista croata que compitió en vela en la clase Finn. Ganó una medalla de bronce en el Campeonato Europeo de Finn de 2006.

## Palmarés internacional
| \| Campeonato Europeo \| Campeonato Europeo \| Campeonato Europeo \| Campeonato Europeo \| \| Año \| Lugar \| Medalla \| Clase \| \| ------------------ \| ------------------ \| ------------------ \| ------------------ \| \| 2006 \| Palamós (España) \| Medalla de bronce \| Finn \| |                  |                   |       |
| Campeonato Europeo |                  |                   |       |
| Año | Lugar            | Medalla           | Clase |
| 2006 | Palamós (España) | Medalla de bronce | Finn  |